# کارن والنتین
کارن والنتین (انگلیسی: Karen Valentine؛ زادهٔ ۲۵ مهٔ ۱۹۴۷) یک هنرپیشه اهل ایالات متحده آمریکا است. وی از سال ۱۹۶۴ میلادی تاکنون مشغول فعالیت بوده‌است.